# Häublinge
Die Häublinge (Galerina) sind eine Pilzgattung aus der Familie Hymenogastraceae und zählen zu den sogenannten Little brown mushrooms.
Die Typusart ist der Veränderliche Moos-Häubling (Galerina vittiformis).

## Merkmale

### Makroskopische Merkmale
Die Fruchtkörper sind klein bis mittelgroß und ocker-, gelb- oder rostbraun gefärbt. Der Hut ist häutig-dünnfleischig und meist kegelig-glockig geformt. Seltener ist er halbkugelig bis konvex gewölbt ausgebildet. Darüber hinaus ist der Hut hygrophan, und sein Rand oft bis zur Mitte durchscheinend gestreift bis gerieft.
Die Lamellen sind breit angewachsen, angeheftet bis kurz herablaufend. Der zylindrische Stiel ist faserig oder bereift und kann auch faseriges Velum oder einen häutigen Ring besitzen. Das Sporenpulver ist gelb bis rostbraun gefärbt.

### Mikroskopische Merkmale
Die Huthaut besteht aus mehr oder weniger radial angeordneten, liegenden Hyphen und weist keine rundlichen Elemente auf. Die Lamellentrama ist regulär bis subregulär ausgebildet. Die Cheilozystiden sind immer, Pleurozystiden häufig vorhanden; mitunter lassen sich auch Kaulozystiden finden.
Die Sporen sind recht groß sowie mandelförmig-ellipsoid geformt. Die Oberfläche ist glatt bis feinwarzig und besitzt oft einen gut kenntlichen Plage-Bereich. Die Sporen besitzen keinen Keimporus, sind cyanophil und dextrinoid. Einige Arten weisen einen Kallus oder eine überstehende Sporenwand (kalyptrat) auf.

## Gattungsabgrenzung
Stockschwämmchen (Kuehneromyces) besitzen glatte Sporen mit Keimporus und keinen Plage-Bereich. Braunhäublinge (Phaeogalera) besitzen keine Pleurozystiden, haben tabakbraunes Sporenpulver und nicht dextrinoide Sporen mit Keimporus.

## Arten
Weltweit werden für die Gattung über 100 Arten angegeben. Aus Mitteleuropa sind mehr als 50 Arten der Häublinge bekannt.
| Häublinge (Galerina) in Europa |                                           |                                                              |
| \| Deutscher Name \| Wissenschaftlicher Name \| Autorenzitat \| \| -------------------------------- \| ----------------------------------------- \| ------------------------------------------------------------ \| \| \| Galerina albotomentosa \| (D.A. Reid 1984) E. Horak & P.-A. Moreau in P.A. Moreau 2005 \| \| Gelbblättriger Häubling \| Galerina allospora \| A.H. Smith & Singer 1955 \| \| Flaschenzystiden-Häubling \| Galerina ampullaceocystis \| P.D. Orton 1960 \| \| \| Galerina annulata \| (J. Favre 1955) Singer 1973 \| \| Graufüßiger Häubling \| Galerina arctica \| (Singer 1938) Nezdoiminogo 1982 \| \| Atkinsons Häubling \| Galerina atkinsoniana \| A.H. Smith 1953 \| \| \| Galerina atkinsoniana var. atkinsoniana \| A.H. Smith 1953 \| \| \| Galerina atkinsoniana var. quadrispora \| Gulden & Hallgrímsson 2000 \| \| Überhäuteter Gift-Häubling \| Galerina autumnalis \| (Peck 1872) A.H. Smith & Singer 1964 \| \| Braunfüßiger Häubling \| Galerina badipes \| (Fries 1838) Kühner 1935 \| \| \| Galerina beatricis \| Bas 1996 \| \| Seggen-Häubling \| Galerina beinrothii \| Bresinsky 1966 \| \| \| Galerina bresadolana \| Bon in Bon & Haluwyn 1983 \| \| Kalyptratsporiger Moos-Häubling \| Galerina calyptrata \| P.D. Orton 1960 \| \| Kleinsporiger Häubling \| Galerina camerina \| (Fries 1838) Kühner 1935 \| \| Kohlen-Häubling \| Galerina carbonicola \| A.H. Smith 1953 \| \| Kaulozystiden-Häubling \| Galerina caulocystidiata \| Arnolds 1983 \| \| \| Galerina cephalotricha \| Kühner 1973 \| \| Wachsgelber Häubling \| Galerina cerina \| A.H. Smith & Singer 1955 \| \| Schokoladenbrauner Häubling \| Galerina chionophila \| Senn-Irlet 1986 \| \| Gürtel-Häubling \| Galerina cinctula \| P.D. Orton 1960 \| \| Entferntblättriger Moos-Häubling \| Galerina clavata \| (Velenovský 1921) Kühner 1935 \| \| \| Galerina clavuligera \| (Romagnesi 1942) P.-A. Moreau 2005 \| \| Schnitzlings-Häubling \| Galerina clavus \| Romagnesi 1944 \| \| Täuschender Häubling \| Galerina fallax \| A.H. Smith & Singer 1955 \| \| Mehl-Häubling \| Galerina farinacea \| A.H. Smith 1957 \| \| \| Galerina fennica \| A.H. Smith in A.H. Smith & Singer 1964 \| \| Buckel-Häubling \| Galerina gibbosa \| J. Favre 1936 \| \| Rasen-Häubling \| Galerina graminea \| (Velenovský 1921) Kühner 1935 \| \| Lebermoos-Häubling \| Galerina harrisonii \| (Dennis 1964) Bas & Vellinga in Vellinga 1986 \| \| Schilf-Häubling \| Galerina heimansii \| Reijnders 1959 \| \| Großsporiger Häubling \| Galerina heterocystis \| (G.F. Atkinson 1918) A.H. Smith & Singer 1958 \| \| \| Galerina hybrida \| Kühner 1969 \| \| Moos-Häubling \| Galerina hypnorum \| (Schrank 1789 : Fries 1821) Kühner 1935 \| \| Beringter Häubling \| Galerina jaapii \| A.H. Smith & Singer 1955 \| \| \| Galerina karstenii \| A.H. Smith & Singer 1964 \| \| Erlenblatt-Häubling \| Galerina lacustris \| A.H. Smith 1953 \| \| \| Galerina leptocastis \| V.L. Wells & Kempton 1969 \| \| Kompakter Häubling \| Galerina lubrica \| A.H. Smith in A.H. Smith & Singer 1964 \| \| Gift-Häubling \| Galerina marginata \| (Batsch 1789) Kühner 1935 \| \| Südlicher Häubling \| Galerina meridionalis \| Singer & Clémençon 1971 \| \| Erd-Häubling \| Galerina minima \| (Peck 1888) A.H. Smith & Singer 1964 \| \| Braungeriefter Häubling \| Galerina mniophila \| (Lasch 1828 : Fries 1832) Kühner 1935 \| \| Winziger Häubling \| Galerina nana \| (Petri 1904) Kühner 1935 \| \| Buckel-Häubling \| Galerina norvegica \| A.H. Smith in A.H. Smith & Singer 1964 \| \| Blasser Häubling \| Galerina pallida \| (Pilát 1953) E. Horak & M.M. Moser in M.M. Moser 1967 \| \| \| Galerina palludinella \| P.D. Orton 1988 \| \| Weißflockiggesäumter Häubling \| Galerina paludosa \| (Fries 1838) Kühner 1935 \| \| Dattelbrauner Häubling \| Galerina perplexa \| A.H. Smith in A.H. Smith & Singer 1964 \| \| Bereiftstieliger Häubling \| Galerina pruinatipes \| A.H. Smith 1953 \| \| Früher Häubling \| Galerina pseudocerina \| A.H. Smith & Singer 1958 \| \| \| Galerina pseudomniophila \| Kühner 1973 \| \| Breitsporiger Häubling \| Galerina pseudomycenopsis \| Pilát in Pilát & Nannfeldt 1954 \| \| Glockiger Häubling \| Galerina pumila \| (Persoon 1801 : Fries 1821) Singer 1961 \| \| \| Galerina robertii \| E. Horak 1994 \| \| Sahlers Moos-Häubling \| Galerina sahleri \| (Quélet 1872) Kühner in J. Favre 1948 \| \| Weiden-Häubling \| Galerina salicicola \| P.D. Orton 1960 \| \| Glimmerstieliger Häubling \| Galerina sideroides \| (Bulliard 1793) Kühner 1935 \| \| Helmlingsartiger Häubling \| Galerina similis \| Kühner 1973 \| \| Torfmoos-Häubling \| Galerina sphagnicola \| (G.F. Atkinson 1918) A.H. Smith & Singer 1964 \| \| Sumpf-Häubling \| Galerina sphagnorum \| (Persoon 1801 : Fries 1821) Kühner 1935 \| \| \| Galerina steglichii \| Besl 1993 \| \| \| Galerina stylifera \| (G.F. Atkinson 1918) A.H. Smith & Singer 1958 \| \| \| Galerina subarctica \| A.H. Smith & Singer 1964 \| \| Dunkelbraunfüßiger Häubling \| Galerina subbadipes \| Huijsman 1955 \| \| Zweisporiger Moos-Häubling \| Galerina subclavata \| Kühner 1973 \| \| \| Galerina subexcentrica \| M. Curti & E. Musumeci 2008 \| \| Bereifter Häubling \| Galerina tibiicystis \| (G.F. Atkinson 1918) Kühner 1935 \| \| Kastanienbrauner Häubling \| Galerina triscopa \| (Fries 1857) Kühner 1935 \| \| Flachhütiger Moos-Häubling \| Galerina uncialis \| (Britzelmayr 1890) Kühner 1935 \| \| Klebriger Gras-Häubling \| Galerina unicolor \| (Vahl 1792) Singer 1936 \| \| Veränderlicher Moos-Häubling \| Galerina vittifomis = Galerina rubiginosa \| (Fries 1838) Singer 1950 (Persoon 1801) Kühner 1935 \| |                                           |                                                              |
| Deutscher Name | Wissenschaftlicher Name                   | Autorenzitat                                                 |
| | Galerina albotomentosa                    | (D.A. Reid 1984) E. Horak & P.-A. Moreau in P.A. Moreau 2005 |
| Gelbblättriger Häubling | Galerina allospora                        | A.H. Smith & Singer 1955                                     |
| Flaschenzystiden-Häubling | Galerina ampullaceocystis                 | P.D. Orton 1960                                              |
| | Galerina annulata                         | (J. Favre 1955) Singer 1973                                  |
| Graufüßiger Häubling | Galerina arctica                          | (Singer 1938) Nezdoiminogo 1982                              |
| Atkinsons Häubling | Galerina atkinsoniana                     | A.H. Smith 1953                                              |
| | Galerina atkinsoniana var. atkinsoniana   | A.H. Smith 1953                                              |
| | Galerina atkinsoniana var. quadrispora    | Gulden & Hallgrímsson 2000                                   |
| Überhäuteter Gift-Häubling | Galerina autumnalis                       | (Peck 1872) A.H. Smith & Singer 1964                         |
| Braunfüßiger Häubling | Galerina badipes                          | (Fries 1838) Kühner 1935                                     |
| | Galerina beatricis                        | Bas 1996                                                     |
| Seggen-Häubling | Galerina beinrothii                       | Bresinsky 1966                                               |
| | Galerina bresadolana                      | Bon in Bon & Haluwyn 1983                                    |
| Kalyptratsporiger Moos-Häubling | Galerina calyptrata                       | P.D. Orton 1960                                              |
| Kleinsporiger Häubling | Galerina camerina                         | (Fries 1838) Kühner 1935                                     |
| Kohlen-Häubling | Galerina carbonicola                      | A.H. Smith 1953                                              |
| Kaulozystiden-Häubling | Galerina caulocystidiata                  | Arnolds 1983                                                 |
| | Galerina cephalotricha                    | Kühner 1973                                                  |
| Wachsgelber Häubling | Galerina cerina                           | A.H. Smith & Singer 1955                                     |
| Schokoladenbrauner Häubling | Galerina chionophila                      | Senn-Irlet 1986                                              |
| Gürtel-Häubling | Galerina cinctula                         | P.D. Orton 1960                                              |
| Entferntblättriger Moos-Häubling | Galerina clavata                          | (Velenovský 1921) Kühner 1935                                |
| | Galerina clavuligera                      | (Romagnesi 1942) P.-A. Moreau 2005                           |
| Schnitzlings-Häubling | Galerina clavus                           | Romagnesi 1944                                               |
| Täuschender Häubling | Galerina fallax                           | A.H. Smith & Singer 1955                                     |
| Mehl-Häubling | Galerina farinacea                        | A.H. Smith 1957                                              |
| | Galerina fennica                          | A.H. Smith in A.H. Smith & Singer 1964                       |
| Buckel-Häubling | Galerina gibbosa                          | J. Favre 1936                                                |
| Rasen-Häubling | Galerina graminea                         | (Velenovský 1921) Kühner 1935                                |
| Lebermoos-Häubling | Galerina harrisonii                       | (Dennis 1964) Bas & Vellinga in Vellinga 1986                |
| Schilf-Häubling | Galerina heimansii                        | Reijnders 1959                                               |
| Großsporiger Häubling | Galerina heterocystis                     | (G.F. Atkinson 1918) A.H. Smith & Singer 1958                |
| | Galerina hybrida                          | Kühner 1969                                                  |
| Moos-Häubling | Galerina hypnorum                         | (Schrank 1789 : Fries 1821) Kühner 1935                      |
| Beringter Häubling | Galerina jaapii                           | A.H. Smith & Singer 1955                                     |
| | Galerina karstenii                        | A.H. Smith & Singer 1964                                     |
| Erlenblatt-Häubling | Galerina lacustris                        | A.H. Smith 1953                                              |
| | Galerina leptocastis                      | V.L. Wells & Kempton 1969                                    |
| Kompakter Häubling | Galerina lubrica                          | A.H. Smith in A.H. Smith & Singer 1964                       |
| Gift-Häubling | Galerina marginata                        | (Batsch 1789) Kühner 1935                                    |
| Südlicher Häubling | Galerina meridionalis                     | Singer & Clémençon 1971                                      |
| Erd-Häubling | Galerina minima                           | (Peck 1888) A.H. Smith & Singer 1964                         |
| Braungeriefter Häubling | Galerina mniophila                        | (Lasch 1828 : Fries 1832) Kühner 1935                        |
| Winziger Häubling | Galerina nana                             | (Petri 1904) Kühner 1935                                     |
| Buckel-Häubling | Galerina norvegica                        | A.H. Smith in A.H. Smith & Singer 1964                       |
| Blasser Häubling | Galerina pallida                          | (Pilát 1953) E. Horak & M.M. Moser in M.M. Moser 1967        |
| | Galerina palludinella                     | P.D. Orton 1988                                              |
| Weißflockiggesäumter Häubling | Galerina paludosa                         | (Fries 1838) Kühner 1935                                     |
| Dattelbrauner Häubling | Galerina perplexa                         | A.H. Smith in A.H. Smith & Singer 1964                       |
| Bereiftstieliger Häubling | Galerina pruinatipes                      | A.H. Smith 1953                                              |
| Früher Häubling | Galerina pseudocerina                     | A.H. Smith & Singer 1958                                     |
| | Galerina pseudomniophila                  | Kühner 1973                                                  |
| Breitsporiger Häubling | Galerina pseudomycenopsis                 | Pilát in Pilát & Nannfeldt 1954                              |
| Glockiger Häubling | Galerina pumila                           | (Persoon 1801 : Fries 1821) Singer 1961                      |
| | Galerina robertii                         | E. Horak 1994                                                |
| Sahlers Moos-Häubling | Galerina sahleri                          | (Quélet 1872) Kühner in J. Favre 1948                        |
| Weiden-Häubling | Galerina salicicola                       | P.D. Orton 1960                                              |
| Glimmerstieliger Häubling | Galerina sideroides                       | (Bulliard 1793) Kühner 1935                                  |
| Helmlingsartiger Häubling | Galerina similis                          | Kühner 1973                                                  |
| Torfmoos-Häubling | Galerina sphagnicola                      | (G.F. Atkinson 1918) A.H. Smith & Singer 1964                |
| Sumpf-Häubling | Galerina sphagnorum                       | (Persoon 1801 : Fries 1821) Kühner 1935                      |
| | Galerina steglichii                       | Besl 1993                                                    |
| | Galerina stylifera                        | (G.F. Atkinson 1918) A.H. Smith & Singer 1958                |
| | Galerina subarctica                       | A.H. Smith & Singer 1964                                     |
| Dunkelbraunfüßiger Häubling | Galerina subbadipes                       | Huijsman 1955                                                |
| Zweisporiger Moos-Häubling | Galerina subclavata                       | Kühner 1973                                                  |
| | Galerina subexcentrica                    | M. Curti & E. Musumeci 2008                                  |
| Bereifter Häubling | Galerina tibiicystis                      | (G.F. Atkinson 1918) Kühner 1935                             |
| Kastanienbrauner Häubling | Galerina triscopa                         | (Fries 1857) Kühner 1935                                     |
| Flachhütiger Moos-Häubling | Galerina uncialis                         | (Britzelmayr 1890) Kühner 1935                               |
| Klebriger Gras-Häubling | Galerina unicolor                         | (Vahl 1792) Singer 1936                                      |
| Veränderlicher Moos-Häubling | Galerina vittifomis = Galerina rubiginosa | (Fries 1838) Singer 1950 (Persoon 1801) Kühner 1935          |

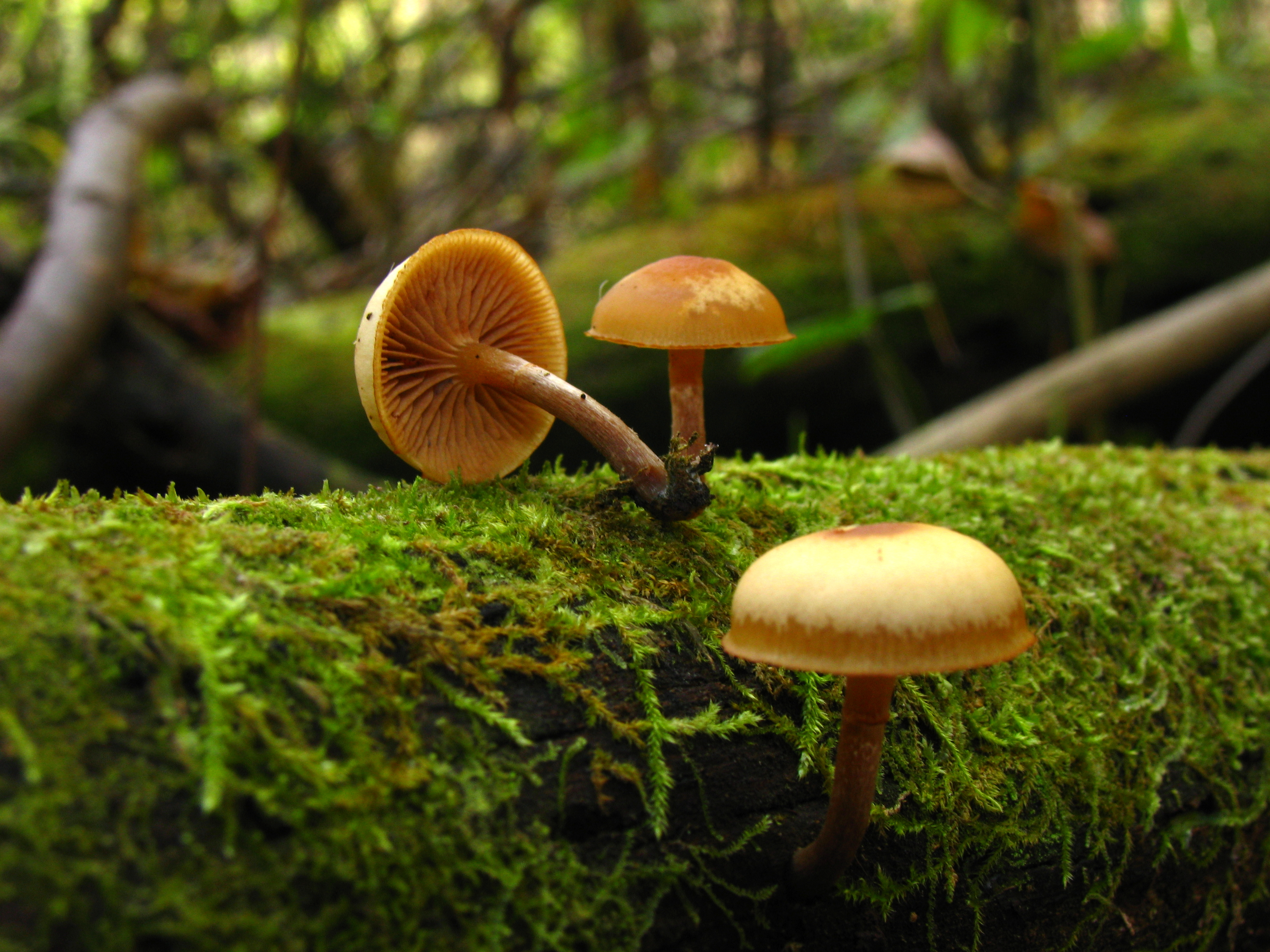
Überhäuteter Gift-Häubling Galerina autumnalis
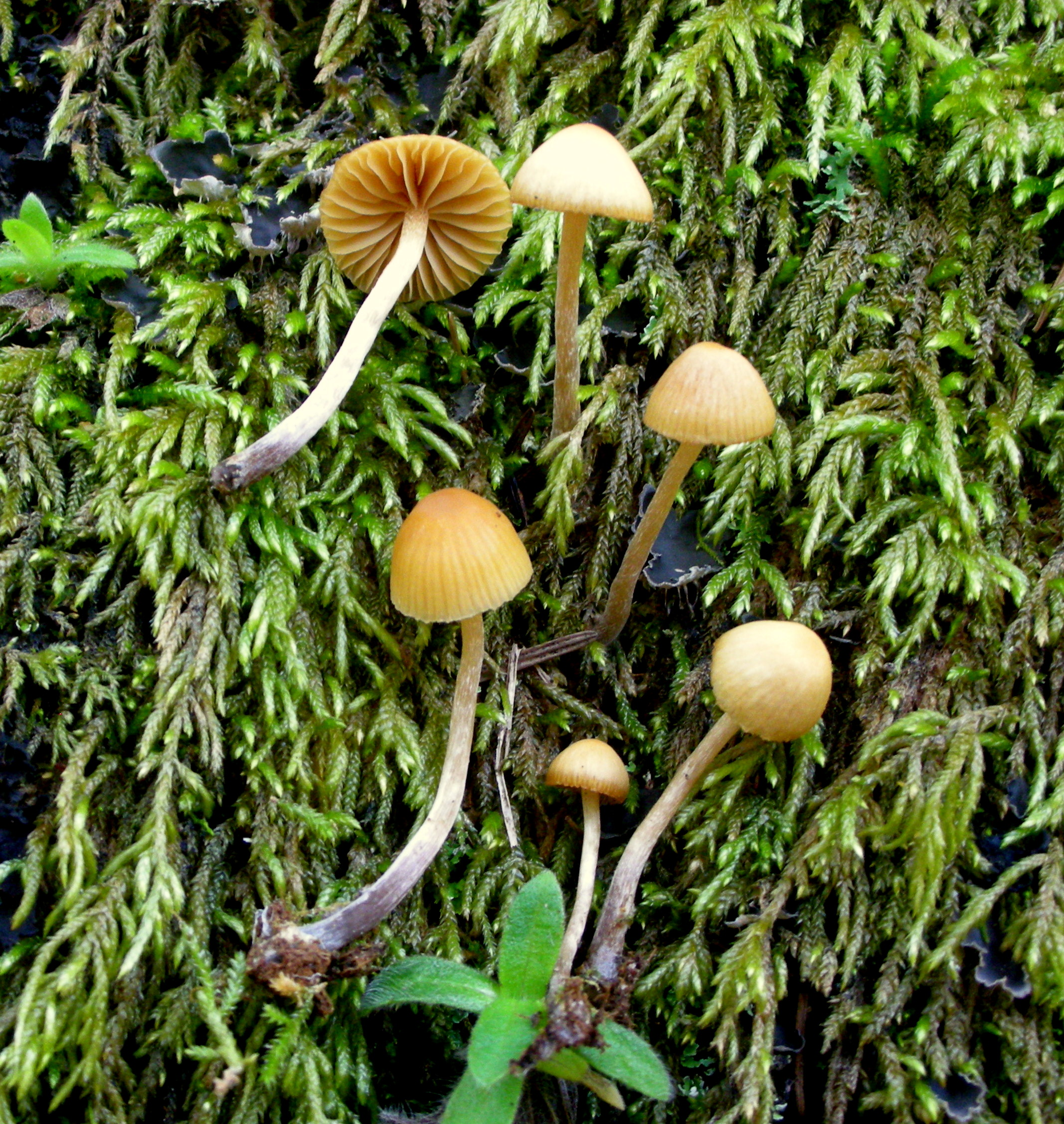
Entferntblättriger Moos-Häubling Galerina clavata
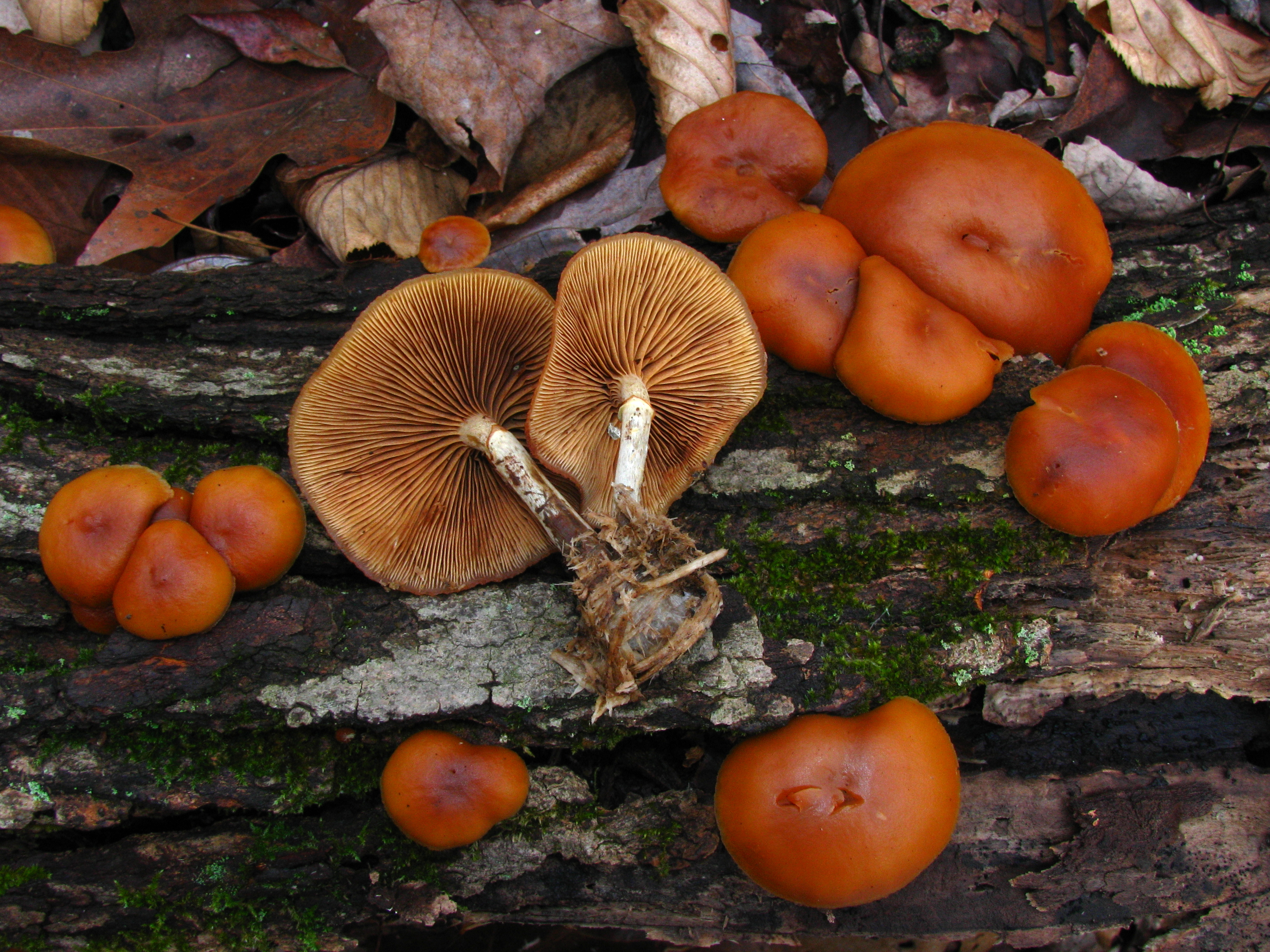
Gift-Häubling Galerina marginata
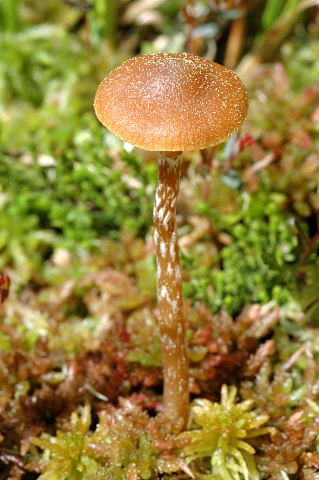
Gesäumter Häubling Galerina paludosa
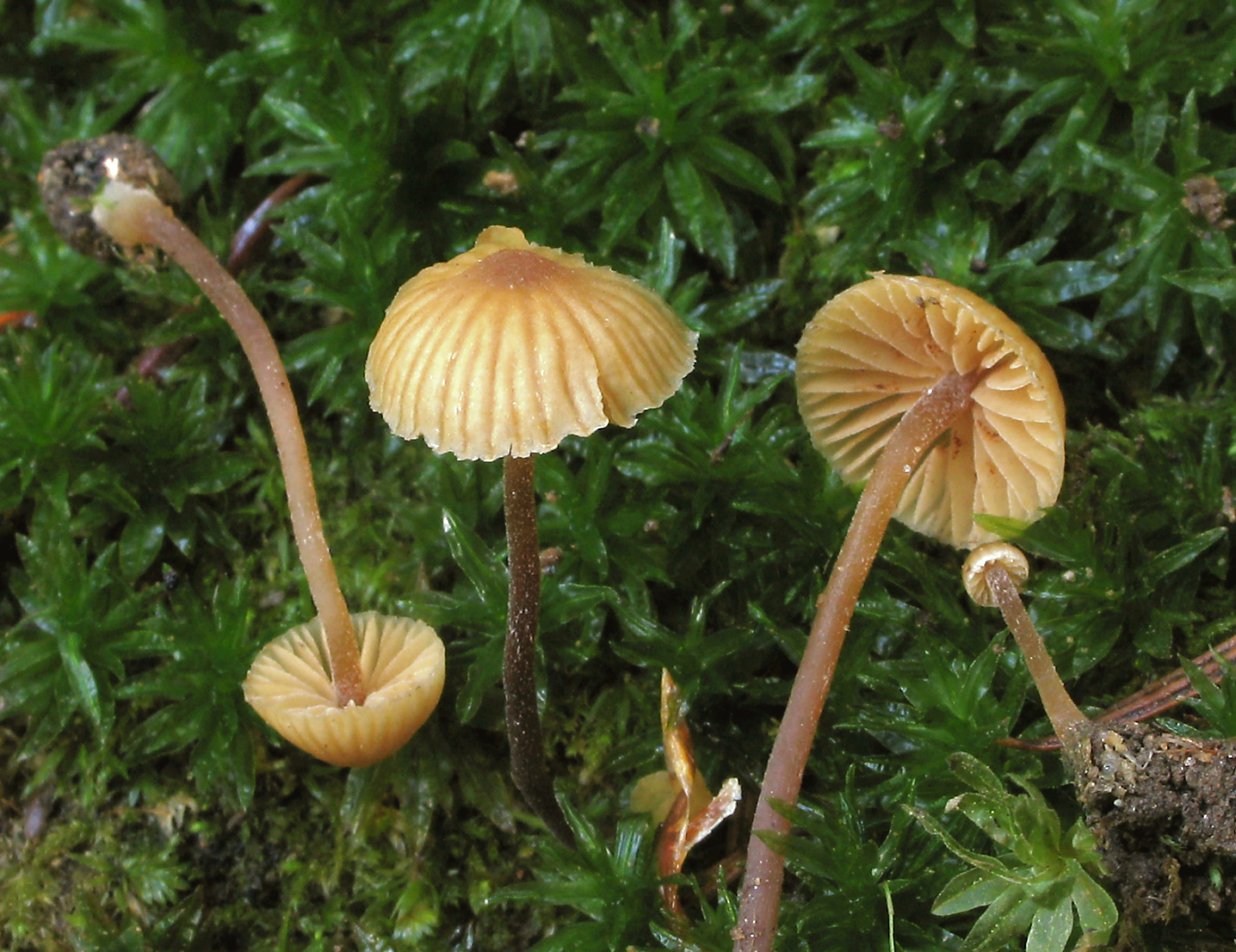
Galerina vittiformis f. tetraspora

## Ökologie
Die meisten Arten leben als Saprobiont im Boden. Viele Vertreter leben auch an lebenden Moosen. Möglicherweise gehen sie eine Lebensgemeinschaft mit diesen ein. Zahlreiche Arten ernähren sich von Holz und Pflanzenresten. Häublinge lassen sich in Wäldern, auf Wiesen, in Mooren und Heiden antreffen.

## Bedeutung
Für Speisezwecke ist Galerina meist nicht ergiebig. Bezüglich Giftigkeit liegen über die meisten Arten keine Informationen vor. Einige Arten sind stark giftig. Einer Studie zufolge ist Galerina sulcipes giftiger als der Grüne Knollenblätterpilz (Amanita phalloides).